# Quận Morgan, Missouri
Quận Morgan là một quận thuộc tiểu bang Missouri, Hoa Kỳ. Theo điều tra dân số năm 2000 của Cục điều tra dân số Hoa Kỳ, quận có dân số 20.820 người 2. Quận lỵ đóng ở Versailles 6

## Địa lý
Theo Cục điều tra dân số Hoa Kỳ, quận có tổng diện tích 1590 km2, trong đó có 43 km2 là diện tích mặt nước.

### Xa lộ
- U.S. Route 50
- Route 5
- Route 7
- Route 52
- Route 135

### Quận giáp ranh
- Quận Cooper  (bắc)
- Quận Moniteau  (đông bắc)
- Quận Miller  (đông nam)
- Quận Camden  (nam)
- Quận Benton  (tây)
- Quận Pettis  (tây bắc)